# Cadillac Records
Cadillac Records är en amerikansk långfilm från 2008 i regi av Darnell Martin, med Adrien Brody, Jeffrey Wright, Cedric the Entertainer och Gabrielle Union i rollerna.

## Handling
Filmen är baserad på historien om Chess Records i Chicago och skivbolagets medgrundare Leonard Chess samt de artister skivbolaget knöt till sig på 1950- och 60-talet. Bland andra Etta James, Muddy Waters, Chuck Berry och Howlin' Wolf porträtteras i filmen.

## Om filmen
I filmen är Leonard Chess ensam ägare. I verkligheten var brodern Phil delägare i Chess records.
Många av de porträtterade artisternas livsöden och Chess historia är omskrivna och fiktiva.

## Rollista
| Adrien Brody           | – Leonard Chess             |
| Jeffrey Wright         | – Muddy Waters              |
| Cedric the Entertainer | – Willie Dixon              |
| Gabrielle Union        | – Geneva Wade               |
| Columbus Short         | – Little Walter             |
| Emmanuelle Chriqui     | – Revetta Chess             |
| Eamonn Walker          | – Howlin' Wolf              |
| Mos Def                | – Chuck Berry               |
| Beyoncé Knowles        | – Etta James                |
| Shiloh Fernandez       | – Phil Chess                |
| Jay O. Sanders         | – Mr. Feder                 |
| Eric Bogosian          | – Alan Freed                |
| Vincent D'Onofrio      | – Card jockey (okrediterad) |